# Katukina-Tukano jezici
Catuquinean-Tucanoan, Prema jednoj klasifikaciji (McQuown/Greenberg) grana je Macro-Tucanoan jezika, koji se dalje granaju na Catuquinean, Tucanoan, Munichean, Arutani-Sape (s Auaké i Caliana), Canichanan, Makú ili Macu, Movima, Tucuna i Yuri. Catuquinean-Tucanoan jezici govore se na zapadu bazena Amazone u Brazilu i susjednim predjelima Venezuele i Kolumbije i jedna manja skupina u Peruu (Munichean). 